# Elizabeth Joan Batham
Elizabeth Joan Batham (ur. 2 grudnia 1917 w Dunedin, zm. 8 lipca 1974) – nowozelandzka biolog.

## Życiorys
Elizabeth Joan Batham urodziła się 2 grudnia 1917 w Dunedin, jako córka inżyniera elektryka Guya Symondsa Meachama Bathama i Ethel Mary Gibbs. Batham uczęszczała do prywatnej szkoły dla dziewcząt. W 1933 zaczęła studia na University of Otago. W 1940 ukończyła z wyróżnieniem botanikę, a w 1941 także z wyróżnieniem ukończyła zoologię. II wojna światowa opóźniła jej skorzystanie z otrzymanego w 1943 r. stypendium na kontynuację nauki poza Nową Zelandią. W Wielkiej Brytanii od 1945 r. Batham prowadziła pionierskie prace eksperymentalne nad ukwiałami zarówno na Uniwersytecie w Cambridge, jak i w laboratorium Marine Biological Association of the United Kingdom w Plymouth w Wielkiej Brytanii. W 1950 r. powróciła do Dunedin, aby nadzorować prace nad reaktywowaniem Portobello Marine Laboratory. Była członkiem Komitetu Oceanograficznego Nowej Zelandii, a w 1966 została jego przewodniczącą. Była członkiem m.in. ekspedycji na Wyspy Chatham w 1954 roku. W lutym 1974 roku zrezygnowała z kierowania Portobello Marine Laboratory i wzięła urlop naukowy w Victoria University of Wellington.
Elizabeth Joan Batham nie wyszła za mąż. Mieszkała i zajmowała się swoim owdowiałym ojcem. Na początku lipca 1974 roku znaleziono jej samochód porzucony w pobliżu plaży na przedmieściach Wellington. Nigdy nie znaleziono jej ciała. Uznano, że utonęła 8 lipca 1974 roku.